# 不確かさ (測定)
不確かさ（ふたしかさ、英: Uncertainty）とは、計測値のばらつきの程度を数値で定量的に表した尺度である。不確かさは通常、0 以上の非負の有効数字で表現され、不確かさの絶対値が大きいほど、測定結果として予想されるばらつきの程度も大きい。測定に不確かさを添付する場合には、それぞれの測定量または測定器などに、その測定の不確かさが添付される。「不確かさ」のかわりに、「相対不確かさ」という、不確かさを測定した値で割った量が用いられる場合もある。すべての測定は、不確かさの対象となる。

## 由来
不確かさの概念は、真値（英: true value）を用いない測定値の評価方法を確立する必要性や、ガウス分布を前提としない評価方法を確立する必要性などの理由から生じたとされる。測定には必ず測定誤差があり、真値を知ることは実際には不可能であるため、精度や誤差を用いた測定の解析方法はその意味が曖昧であった。そこで、ガウス分布などの分布形状を前提とせずに、測定値など実験的に得られる量と、その実験的に得られる量から厳密に計算できる量のみ（たとえば測定値の平均値や標準偏差など）に立脚した概念として、従来の精度や誤差に代わり、新たに不確かさが定義された。測定の不確かさは、「絶対的な真値は知ることが出来ない」という測定量の知識についての不完全さを反映している。
また、1960年ごろには、精密測定の分野ではガウス分布を前提とした各種の統計解析で測定評価をすることに疑問が高まり、そのこともあって、従来の誤差解析に代わる新しい理論が模索されることになり、標準偏差はガウス分布を前提とせずとも使用できる統計量でもあるので、これら精密測定の分野などでは標準偏差を中心に評価をすることになっていった。
そもそも誤差（英: error）とは、測定値から真値を引いた値である。また、真値を基準とした測定値の評価基準として、誤差の他に精度（英: precision）などがある。
なお現在では、実は「誤差」「真値」「精度」などの用語の定義も、計算手順にもとづく以下の定義へと更新されている。測定誤差は「測定値から参考値を引いたもの 」として定義され、測定精度は「測定値と測定量の真値の近さ 」と定義されている。ここで言う「真値」とは「定義に矛盾しない観測量の値 」のことである。精度に似た概念として真度（英: measurement trueness）があり、真度は「同一条件下における有限の回数の測定に対する平均値と参考値の近さ 」と定義される。
しかし本項では説明を簡単化するため、断りの無い限り、記事中での「誤差」「精度」「真値」などの用語の意味を、伝統的に使われて来た意味とし、つまり実験的には知ることのできない観念的な概念として「誤差」「精度」「真値」の用語を扱う。

## 「不確かさ解析」とは
真値の概念を用いない測定の解析方法を不確かさ解析（英: uncertainty approach, uncertainty analysis）と呼ぶ。いっぽう、真値と誤差を中心とした解析方法を誤差解析（英: error approach, error analysis）と呼ぶ。測定分野では不確かさ解析が好んで用いられる。

## 性質
不確かさは国際規格として定義された統計指標である。従って、不確かさは統計指標としての性格の他に、国際標準としての性格も持つ。

### 統計手法としての位置づけ
不確かさは従来の誤差や精度などに代わる量として用いることができる。誤差は真値に対する測定値の標準偏差を用いて評価されるが、不確かさは測定値の期待値や参照値に対する標準偏差によって評価される。前者は真値に対するばらつきを与えるが、後者は測定そのもののばらつきを与える。
不確かさが小さいほど、同じ条件下で同じ測定器と同じ測定方法によって測定値を得たとき、その測定値がそれ以前の測定値の平均値に対して近い値を取り易いことが予想できる。従来の誤差解析と同様に、不確かさによる予測は、それを提供する原理が確立していない限り、今後の測定値に対する不確かさを保証しない。今後の測定のばらつきについては、測定器などの利用者が自己の責任で判断することであり、「不確かさ」の数値が保証できるのは、その不確かさの値を確定するために直前に行われた測定実験での測定値のばらつきの程度だけである。

### 国際規格における位置づけ
歴史的な背景として、測定用語における「不確かさ」の概念は、国家標準器などの計量標準の各国の相互承認や、測定手法の国際共通化および国際規格化を目的として導入された。そのため国際規格・国際標準に則って測定や測定値の評価、測定器の性能評価などを行う際には、不確かさ解析によって評価がなされる。逆に、ばらつきの評価として不確かさを指標に用いることは、その測定・評価手法が国際規格に沿ったものであると解釈される場合もある。

## 種類
不確かさには、以下のようなものがある。
標準不確かさ（ひょうじゅん ふたしかさ、standard measurement uncertainty）
標準偏差 σ を用いた不確かさの評価。慣例的に小文字の u を用いて表記する。多くの場合、標準不確かさは標本標準偏差に等しいものとして定義される。
{\displaystyle u=\sigma \,.}
合成標準不確かさ（ごうせい ひょうじゅん ふたしかさ、combined standard uncertainty）
複数の不確かさの成分がある場合の、標準不確かさの二乗の重みつき平均の平方根が合成標準不確かさである。
合成標準不確かさの表記を u c として、各々の標準不確かさの表記を u (x 1), u (x 2), ..., u (xN ) として、各々の標準不確かさに相関がなく独立しているとすると、次のような式で表される。
{\displaystyle \left(u_{\mathrm {c} }(y)\right)^{2}=\left(c_{1}u(x_{1})\right)^{2}+\cdots +\left(c_{N}u(x_{N})\right)^{2}} ：二乗平均
c 1 や c 2 などは換算のための係数で、たとえば単位の異なる量どうしの不確かさを合成するときなどに用いる係数であり、c 1 や c 2 などを感度係数（かんど けいすう、英: sensitivity coefficient）という。
合成標準不確かさの表記は u c のように、標準不確かさ u との混同を防ぐため、u に合成 combine の頭文字 c を添えて表すことが慣例である。
拡張不確かさ（かくちょう ふたしかさ、expanded measurement uncertainty）
VIM3（Vocabulaire international de métrologie 3e édition, 国際計量基本用語集第三版）において、拡張不確かさは「合成測定標準不確かさと 1 より大きい定数との積 」と定義されている。
{\displaystyle U=k\times u_{\mathrm {c} }}
と定められる。慣例的に拡張不確かさは大文字 U で表される。
定数 k は包含係数（ほうがん けいすう、coverage factor）と呼ばれ、不確かさ解析ではよく k = 2 が包含係数として用いられる。
拡張不確かさは、ある測定器について今後に行うだろう測定での測定値のばらつきについて、ほとんどの測定値が含まれる区間の大きさとして与えられる。
測定値 Y が含まれる範囲は次のように定義される。
{\displaystyle y-U<Y<y+U}
ここで U は拡張不確かさであり、y は Y の期待値または参考値である。
包含係数 k として 1 より大きい数を掛ける理由は、「誤差解析」では測定値 Y が正規分布するとき、期待値の周りの ± σ の範囲
{\displaystyle y-\sigma <Y<y+\sigma }
では確率 68.3 % で測定結果の「真値」は区間内に含まれることが知られており、いっぽう± 2σ の範囲
{\displaystyle y-2\sigma <Y<y+2\sigma }
では確率 95 % で測定結果の「真値」が区間内に含まれるということが知られている。
誤差解析では、この「確率 p で測定結果が区間内に含まれる」ことを「p の信頼区間（しんらい くかん）である」、あるいは「p の信頼水準（しんらい すいじゅん）」などと言う。不確かさ解析でも、同じ「信頼区間」という用語を流用している。
たとえば p = 95 % の場合、誤差解析では、全く同じ条件で 20 回測定することを充分な回数繰り返すと、20 回の測定のうち平均して 19 回の測定は、95 % の信頼区間を外れないことを意味する。
この「誤差解析」の区間内における「真値」の存在しうる区間幅を、「不確かさ」のようなものとして「不確かさ解析」に対応させた概念が「拡張不確かさ」である。
なので厳密に言うと、じつは「不確かさ解析」では、たとえば「95%の信頼区間」などと言われても、べつに「真値」が95%で区間内にふくまれることは保証されていない。なぜなら、そもそも「真値」は不明という前提が、「不確かさ解析」の出発点だからである。そして「真値」そのものが不明という前提なので、区間内に「真値」のふくまれている確率についても不明になる。実際に、VIM3の定義においても、拡張不確かさの定義は、単に「合成測定標準不確かさと 1 より大きい定数との積」という結果だけしか定義されておらず、拡張不確かさの区間内に確率的に「真値」がふくまれることについては、いっさい、保証していない。とはいえ、一般の利用者においては、そこまで厳密に気にする必要はなく、たとえば不確かさ解析の結果についてであっても「95%の信頼区間」と言われれば、一般の利用者は誤差解析における理論のように解釈してよく、たとえば「95%の確率で、表示された区間内に真値が存在しているんだな。」というふうに、信頼区間内には、その表示された確率（この例の場合は95%）で「真値」があるだろうと利用者が思っても、さしつかえは無い。「信頼区間」という誤差解析の用語を、「不確かさ解析」の側で流用している以上は、不確かさ解析での「信頼区間」という用語の目指す内容は、もともとの誤差解析での「信頼区間」という用語の目指す内容と同じである。
不確かさ解析で、包含係数を k = 2 とした場合、信頼区間は 95 % であり、k = 3 では信頼区間は 99 % である。不確かさ解析で、包含係数はしばしば k = 2 に設定されそのとき信頼区間は 95 % になるが、場合によっては k = 2 より大きな値が用いられる。
拡張不確かさを求める計算の順序は、一般に、まず標準不確かさから合成標準不確かさを求めたあとに、最後に、合成不確かさから拡張不確かさを求める計算を行う。包含係数 k の値は利用者の用途ごとに変わりうるので、そのような利用者の用途に依存する計算を他の計算と分離させるため、最後にまとめて計算するのである。
相対不確かさ(そうたい ふたしかさ、relative measurement uncertainty)
標準不確かさなどを、その物理量の測定値の絶対値で割った数値。つまりある物理量の測定値を x とし、その測定値 x の不確かさを u (x ) とすると、相対不確かさは以下のように定義される。
{\displaystyle {\frac {u(x)}{|x|}}}
パーセント表示の場合は、
{\displaystyle {\frac {u(x)}{|x|}}\times 100~~[\%]}
である。
相対不確かさに換算することで、単位（cm や kg などのこと）が無次元化されるので、異なる物理量同士の不確かさの大きさを比較するときなどに相対不確かさが用いられることがある。

## 表記
例えば、陽子質量の2018CODATA推奨値は、
mp = 1.67262192369×10−27 kg
であり、その標準不確かさは、
0.00000000051×10−27 kg である。
これを
(1.67262192369±0.00000000051)×10−27 kg
と表記したり、又は簡略化した表記法（英: concise form）を用いて
1.67262192369(51)×10−27 kg
と表記する 。括弧内の 2 桁の数値が標準不確かさを表す。

## 評価方法
不確かさの評価方法は、タイプ A 評価（英: Type A evaluation, of measurement uncertainty）とタイプ B 評価（英: Type B evaluation）の2つに分類される。タイプ A 評価は様々な不確かさの成分を、観測値の統計解析つまり標準偏差によって評価することである。
タイプ B 評価 はタイプ A 以外の方法による評価で、測定実験データ以外の様々な情報による、標準偏差に相当する大きさの推定である。
タイプ A 評価かタイプ B 評価のどちらかで計算し、それらを合成することで不確かさを求めるとしている。「様々な不確かさの成分」には、計測者が知り得る限りのあらゆる成分を入れる必要がある。不確かさの質は、計測者の計測対象に関する知識や、計測に対する誠実さに左右されることになる。
具体的に「観測値による評価」および「非観測データによる評価」などのように呼ばない理由は、不確かさ解析では計算方法そのものを定義の根幹に置こうとする意図によるものである。

## 不確かさ解析の独立性
不確かさ解析における諸概念は、従来の誤差解析に依存せず独立に定義されている。したがって、不確かさ解析における「不確かさ」の定義は、誤差解析における「真値」や「誤差」などの概念を前提としない。
不確かさ解析は誤差解析とは用語・手法において独立しているが、誤差解析における概念と対応するように用語が再定義されている。たとえば誤差解析の「誤差の標準偏差」に対応するものとして、不確かさ解析では「不確かさ」が対応しており、計算方法も、ほぼ同じである。
特に、なんらかの定義値として、測定における基準値が定義されている場合には、その基準値を真値と見なした場合には、「誤差の標準偏差」と「標準不確かさ」との両者は、同一の意味を持つ。
したがって、実質的には、従来の誤差解析と同様の計算手法が、不確かさ解析でも利用できる。

## 計量行政のトレーサビリティ制度における「不確かさ」
計量行政では、測定値の「不確かさ」を測定値から算出することで、その測定に、信頼性が持たれる。そして、不確かさの計算に必要な数値の算出方法の履歴を保証することが、計量行政でのトレーサビリティ制度の根幹である（英語の traceability は「追跡 (trace) 可能性 」という意味である）。
不確かさの算出には、必ず履歴の保証された数値が必要になる。履歴の保証されていない測定器には、そもそも不確かさの値が付かない。ある測定器（仮に A とする）に不確かさを付けるには、計量行政から信頼性の保証された保証書付きの上位の測定器（仮に B とする）を用いて、測定器 A と測定器 B とで同じ物理量を測定するなどの相互比較の測定などで測定器 A を校正することで、はじめて下位の測定器 A に不確かさが付く。
このため算出方法には、算出方法の履歴が必要である。また、校正には校正方法の履歴が必要である。企業の工場などにおける測定値の「不確かさ」の測定では、企業秘密などのため非公開の部分もあるだろうが、計量行政の当局が全く算出方法を確認できない場合には履歴を追跡できないため、行政当局が履歴を確認できない量を不確かさの算出には用いてはいけない。そもそも ISO 国際規格そのものが、品質管理の要求の一環として書類の保存を求めており、その書類保存の品質管理要求は測定データの書類にも適用される。
また、外部非公開の測定値なども、履歴の追跡可能性（トレーサビリティ）を確保するために、測定データの保存が必要である。

### 不確かさと国家標準器
ある測定器に不確かさを付けるには、上位の測定器が必要であり、また、その上位の測定器に不確かさを付けるには、さらに上位の測定器が必要である。最終的には最も上位の測定器として、国家標準器にたどり着くことになる。最終的にたどり着く先の標準器は必ずしも自国の国家標準器でなくともよく、日本であればアメリカやドイツやフランスやイギリスなど、自国と相互承認のある外国の国家標準器であればよい。もし、この自国との相互承認のある外国の国家標準器にたどり着く測定器について、トレーサビリティを計量行政が認めないとしたら、それはウルグアイ・ラウンドから続く一連の貿易協定などの条約に違反していることになる。1999年には、各国の計量標準について、同等性を相互承認する相互承認協定（英: MRA; Mutual Recognition Arrangement）が締結されている。
1995年に発行したWTO/TBT協定により、計量の標準化にかぎらず、非関税障壁をなくすために工業・各種産業における国際標準化を加盟各国が進める方針で合意されたという歴史的背景があり、そしてそのTBT協定が締結した国際会議がウルグアイラウンドである。
計量トレーサビリティ制度での「不確かさ」の値の決定方法は、計量行政に依存しており、純粋に数学的な統計量である誤差とは意味合いが少し異なる。また、測定分野における各物理量の国家標準器の機械的な性能にも「不確かさ」は依存しており、「不確かさ」は純粋に数学的な量とは異なる。たとえば、同じ測定器を用いて同じ現象を測定していても、測定器のトレーサビリティが異なると、その測定器の不確かさの大きさが変わるのである。だから、トレーサビリティ制度で言う「不確かさ」は、それが測定されていることに意義を持つのである。ある測定器の「不確かさ」を測定できるということは、その測定器の校正はトレーサビリティが保証されているということである。
その一方で、測定値の分散や標準偏差が大きい現象を測定するときには、つまり「不確か」な現象を測定する場合には不確かさの値も大きくなる。そもそも、「不確かさ」の呼称はこのような性質に由来するものである。このため、不確かさは誤差と似たような性質も部分的には持っており、文脈によっては「不確かさ」の意味を「誤差」に近い意味と解釈しても不都合がない場合もある。
また、計量行政ではトレーサビリティ制度の普及という実用的な理由からも、利用者が仮に「不確かさ」を「誤差」と解釈しても、あまり不整合が出ないように行政が対応している。それらは「不確かさ」本来の意味ではなく、あくまで行政上での工夫である。一般の利用者には、そこまでの区別が必要ではないが、高い水準の測定を行いたい場合、あるいは国家標準器にトレーサビリティ制度上で近い測定器を利用する場合には、「不確かさ」と「誤差」との意味の区別が必要である。

### 不確かさと実験
不確かさの値は、実験によって決定されるか、あるいは、あらかじめ測定された実験値のみを用いた計算によって決定されなければならない。また、不確かさの値の決定は、測定実験の結果から手続き的に行えるし、そのように各国のトレーサビリティ制度が設計されている。どちらにせよ、不確かさの計算の根拠になる数値には、全て実験的な裏付けが必要である。「不確かさ」のトレーサビリティ制度の信頼性の根幹は、測定実験の信頼性に基づくのであり、したがって測定者の信頼性および測定器の信頼性に基づくことになる。だが、その不確かさの値の大小そのものには、測定器の優劣の意味は無く、測定者の優劣の意味も無い。そもそも「不確かさ」は「誤差」では無いので、したがって不確かさが小さいからと言って、精度が高くはならない。

### 実験式・経験式の校正
直接的に測定するのが困難な物理量の測定をする際に、他の物理量から間接的に理論式や実験式を用いて算出することはトレーサビリティ制度でも可能だが、このように理論式や実験式を用いる場合は必ず、あらかじめ式そのものを実験によって校正しておく必要がある。理論式や実験式の校正を行うために、より信頼性の高い測定器などで同じ物理量を測定する比較測定の方法などで、式と測定値とのズレを実験的に測定する必要がある。つまり、たとえ実験式を用いる場合でも、実験式の信頼性すらも実験的に更に測定し校正しなければならない。
式の校正には、簡便な方法として比例係数を補正のための補正係数として用いて、その補正係数を実験値によって決定する方法が、よく式の校正に用いられる（比例係数の大きさが 1 に近しいほど、良い式および良い測定器が用いられているとする）。なお、実験により不確かさの値を決定したり、実験に基づき式の補正係数や補正量などを決定することを、「値付け」（あたいづけ、英: determine）と言う。
測定器の校正では一般に、基準器（たとえば国家標準器や認定機関の標準器）の示す値と、校正したい測定器（DUT、device under test）の指し示す値との差である器差をもとめ、それをグラフにした校正曲線をもとめるという計算の手順があり、この一連の器差関連の手順が「値付け」の際に行われる。または慣習的に、校正に伴う器差関連の計算のことを「値付け」とも業界では呼んでいる。

### 国家標準器はその国でもっとも小さい不確かさを持つ
ある国が持つ測定器が、各物理量の国家標準器よりも小さな不確かさを持つことは原理上ありえない。つまり各物理量の国家標準器が最も小さな不確かさの値を持つことになる。国家標準器の測定値の不確かさこそが、計量トレーサビリティ制度での不確かさ計算の出発点になる。どんなに高性能な測定器が新規に開発されても、その新測定器が国家標準器で無ければ、新測定器の測定値の不確かさの値は、必ず国家標準器よりも不確かさの値が大きくなる。このように不確かさの値は計量行政に依存している。このため、トレーサビリティ制度の運用に不合理が起きないように、国家標準器には各国の測定技術の最高性能が求められる。
このように測定値の不確かさは、関連する制度として計量トレーサビリティ制度などの計量行政や、国家標準器の維持管理を伴っており、相互に意味付けをしている。
国家標準器の測定値の不確かさの値は、国ごとで異なるのが一般である。たとえば、ある物理量の国家標準器の測定値の不確かさが、日本とアメリカとフランスとドイツとで、異なっている場合もありうる。もし、このように国ごとで国家標準器の不確かさの大きさが異なっていても、それは各国の国家標準器の性能の優劣を意味しない。ある国の国家標準器の不確かさの値が他国よりも小さいからと言って（たとえばアメリカの国家標準器が日本よりも不確かさが小さかったとしよう）、決してその国の国家標準器の性能が他国よりも高いことにはならない（例の場合では、仮にアメリカの標準器の不確かさが日本よりも小さくても、国家標準器の性能の優劣とは無関係である）。

### JCSS校正との関係
測定器に計量行政および国際規格で正当と認められる不確かさを付けるには、少なくとも ISO 国際規格の ISO 17025 に準拠した方法で、国家標準器とのトレーサビリティのある測定器で校正をしなければならない。
日本では、この ISO 17025 に準拠した国家標準器とのトレーサビリティのある校正を行うための制度として JCSS（英: Japan Calibration Service System）という計量行政の制度があり、経済産業省および同省所管の独立行政法人 製品評価技術基盤機構 NITE（ナイト）が JCSS を所管している。計量行政に ISO 国際規格に準拠した不確かさを認めてもらうには、JCSS 校正の認定を受けた企業（JCSS の「認定事業者」という）などに測定器の校正を依頼し、JCSS 専用の校正証明書を発行してもらい、JCSS 校正証明書を入手しなければならない。

## 歴史的背景

### 貿易の背景
1995年に世界貿易機関 (WTO) によるウルグアイ・ラウンドにおける協議で、WTO 加盟各国の独自の工業規格などが貿易上の障壁となりうることが議論され、いわゆる非関税障壁を排除するため、各国の規格や適合性評価の手続きなどを共通化し共通規格を作ろうとする国際標準化が進められることとなった。そして、技術上の非関税障壁を排除するための協定が結ばれることとなり、「貿易の技術的障害に関する協定」（TBT 協定）が結ばれた。
このような国際的な流れの中で、日本では JIS などが外国から非関税障壁だろうと見なされ、JIS 規格を ISO などの国際規格に適合させる必要が生じた。このため、関連する法律も国際規格などに対応するものへの変更が要求された。計量に関する国内法である計量法の内容も、ISO 規格などの国際規格に適合させることとなった。このような流れで、各国で測定用語も国際化の必要が生じ、また国際時に測定用語の再検討も進んでいった。そして行政においても、計量行政を国際共通化していく必要性が生じた。
一方、外交とは別に、科学の分野でも用語や計量標準などの国際共通化が進んでおり、それら科学の国際共通化と、工業規格や貿易手続きの国際共通化などが相互に連携しあうようになった。

### 科学における測定の国際共通化
科学において用語の再定義が行われた背景としては、分野や国によって、測定用語の意味するところや用いられ方が異なっていたため、国際度量衡委員会 (CIPM) の主導で計測値の信頼性の表現法や算出法の統一が行われることとなった。その結果、1993年、ISO など 7 つの国際機関の共著による「計測における不確かさの表現ガイド」（英: GUM; Guide to the Expression of Uncertainty in Measurement）が刊行され、この中で「不確かさ（英: uncertainty）」という言葉が用いられた。
GUMにおける「不確かさ」の定義は「測定の結果に附随した、合理的に測定量に結び付けられ得る値のばらつきを特徴づけるパラメータ 」である。すなわち、「誤差」が「真値」からの測定値のずれを示すものであるのに対し、「真値の標準偏差」は、測定値からどの程度のばらつきの範囲内に「真値」があるかを示すものである。不確かさ解析での「不確かさ」の計算は、誤差解析でのこの「真値の標準偏差」に相当する。そもそも「誤差」を定量的に表現するのは不可能であるので（「真の値」を測定しようとすれば必ず誤差が生じるため）、確率的に表現することで定量化しようとしたのが「不確かさ」である。

## 不確かさに併記された確率の意味

### 真値との関係
併記された確率は、「真値」の存在確率を保証していない。拡張不確かさなどのように、たとえば「95%の信頼区間」などというふうに、不確かさに確率が併記される場合があるが、果たしてこの確率は一体どういった意味を持っているのだろうか。直感的には、「その表示された確率で、不確かさが正しい。」という意味で受け取れるだろう。しかし、そもそも「真値」は不明という不確かさ解析の前提を思い起こした時、
1. その表示された確率をどのように検証するのか？
2. 「真値」を知らないのに確率の検証が出来るのか？

などと言った問題が、不確かさ解析の根源的な問題としてつきまとう。
結論を言うと、たとえば拡張不確かさの場合、「その表示された確率で、不確かさに比例する何らかの区間の内部に、真値がふくまれるかどうか。」は、厳密に言うと「不確かさ解析」の理論では、いっさい保証していない。なぜなら、そもそも「真値」は不明という前提が、「不確かさ解析」の出発点だからである。その前提により、不確かさに比例する何らかの区間内に「真値」のふくまれている確率についても不明になる。とはいえ、一般の利用者からすれば、そこまで厳密に考える必要は無い。もし、そこまで厳密に考えてしまうと、「不確かさ」の意図することが一般利用者には不明になってしまうので、一般利用者ならば「不確かさ」を「誤差の標準偏差」に近い概念と思っても良い。
また、不確かさ解析の成立の歴史は、ガウス分布を前提とするという思い込みにもとづく統計解析をやめることも背景にあったため、そもそもガウス分布であることすら保証していない。このため、ガウス分布などの各種の統計確率分布を前提とした検定理論などに算出した検定結果の確率が出されていても、単に、仮にガウス分布であると仮定したうえでの単純計算した値であるのにすぎず、原則的に不確かさ解析では真値の含まれる確率を一切保証していない。

### 間接的な歴史的背景
ウルグアイラウンドなどの貿易協定で、科学技術や工業技術上の非関税障壁の撤廃が目指されたが、国ごとに測定用語の意味が異なったり、測定値の信頼性が異なるままでは不都合であるとされた理由には諸説ある。
まず、国ごとに測定用語の意味や、測定の信頼性が異なると、貿易上で不都合という理由がある。例えば国同士が石油や天然ガスの取引をする場合でも、あるいは食料品や鉱物資源の取引をする場合でも、取引物の重さや体積を測定する方法や評価方法は、各国で共通化する必要がある。だから自由貿易協定などの国際条約による貿易の自由化のためには、前提として、計量行政の国際共通化が必要になった。
科学研究などでも、国際的な共同研究をする場合には、各国が計量行政を共通化する必要があった。
また、工業規格の国際共通化として ISO 規格があるが、その国際規格を運用する上でも、計量行政の国際共通化が必要である。
このような理由から計量行政の国際共通化が必要になり、その上で測定用語の意味の見直しも行われた。この際に「誤差」などの用語の意味の再検討も行われ、代わりに、より実証的な概念を目指し「不確かさ」という用語が定義された。
計量行政の運用上に、なぜトレーサビリティ制度が関わってくるのかというと、これは品質保証分野でのトレーサビリティの考え方の起源に関わってくる。今日の品質保証分野でのトレーサビリティの起源には諸説あるが、アメリカ合衆国でのアポロ計画がトレーサビリティの概念の普及に大きな影響を与えた、という説が有力であるとされる。
アポロ計画は、アメリカの国家事業であるし、宇宙空間という苛酷な条件下で、打ち上げなどに莫大な予算を使うことからことから、部品や機器の信頼性を保証するための何らかの仕組みが必要であった。また部品や機器の信頼性を保証する仕組みが業界ごとに異なっていると不都合であった。宇宙計画には膨大な業界が開発に関わるので、業界ごとに信頼性保証の仕組みが異なっていては不都合なのである。
このため、業界が異なっていても信頼性の評価方法を共通化する仕組みが必要であり、そのためには評価方法の共通化が必要であった。また、部品には工程に多くの企業が関わっているので、どの部品にどの企業がどの順序で関わったのかという履歴を追うための仕組みが必要であり、これがトレーサビリティ制度のきっかけになった。
このトレーサビリティの仕組みを開発する際、測定器なども宇宙開発に必要な部品に含まれるので、どの業界でも、たとえば機械業界や化学業界など、たとえ業界が異なっていても、共通して測定値の信頼性を評価できる仕組みが必要であった。そのため、特定の業界には依存しない形で、測定の用語や精度保証の仕組みを再設計する必要があった。
誤解ないように言うが、アポロ計画以前に、異なる業界間で技術や評価方法を共通化する仕組みが無かった訳ではなく、工業規格などの共通化の仕組みは存在していたし、測定値の信頼性を評価する仕組みもあった。そもそも工業規格とは、そのように技術や評価方法を共通化することで工業を発展させるものである。また、測定は工業規格でも基礎的な分野である。だが、アポロ計画の始めごろの規格や運用では、業界ごとの共通化が不十分であり、更なる改善が必要になったということである。